# 5-HTTLPR
5-HTTLPR (ang. serotonin-transporter-linked polymorphic region) – obszar polimorficzny zlokalizowany w obrębie promotora genu SLC6A4 kodującego transporter serotoniny. Polimorfizm tego obszaru wiąże się z predyspozycją do reakcji depresyjnych na "stresujące" wydarzenia życiowe. Osoby z genotypem s/s i l/s ("s" – ang. short, krótki; "l" ang. long, długi) charakteryzują się większą częstością wystąpienia depresji po takich zdarzeniach niż osoby z genotypem l/l. Późniejsze badania doprowadziły także do odkrycia powiązań między 5-HTTLPR a występowaniem lękowych cech osobowości.